# LNWR classe B
Pour les articles homonymes, voir Classe B.
La Classe B du London and North Western Railway est un modèle de locomotives à vapeur de disposition d'essieux 040 « Eight wheel » (0-8-0 dans la nomenclature britannique) utilisées en service marchandises. Dotées d'une motorisation compound à quatre cylindres, elles ont été réalisées par Francis Webb à la suite de la classe A à trois cylindres compound et ont presque toutes été transformées en 040 à simple expansion ou en locomotives de disposition 140.

## Historique

### Origines
Vers 1892, le matériel moteur du London and North Western comprend de fort nombreuses locomotives de disposition 030 (six roues motrices) pour le service des trains de marchandises : près de mille exemplaires ont été construits rien qu'entre 1873 et 1900. Face à l'augmentation du poids des trains qui requiert fréquemment l'usage de la double traction, le LNWR sera l'un des premiers réseaux britanniques à produire en série des locomotives à huit roues motrices et tender séparé.
La première locomotive sortie des ateliers de Crewe en 1892 est numérotée 2524. Si elle préfigure la classe A par de nombreux points, à commencer par le diamètre de la chaudière empruntée aux locomotives de vitesse de la classe « Greater Britain », le train de roues et l'essentiel du châssis, c'est une locomotive à simple expansion possédant deux cylindres de pression égale à travers lesquels la vapeur ne passe qu'une seule fois (simple expansion). Restée seule en son genre pendant 12 ans, elle annonce la classe C de 1904.
Le « chief mechanical engineer » du LNWR, Francis Webb (en), est un ardent partisan du compoundage (double détente de la vapeur avec des cylindres haute et basse pression) qu'il a déjà appliquée à des dizaines de locomotives pour trains de voyageurs depuis 1882 et décrète donc que les 040 de série emploieront cet arrangement qui donne de meilleures puissances et des économies de combustible. Les 111 locomotives de la classe A produites de 1893 à 1900 ont une  disposition à trois cylindres typique des premières compounds de Webb (un grand cylindre basse pression au centre et deux haute pression à l'extérieur) entraînant le deuxième essieu par une distribution Stephenson.

### Mise au point

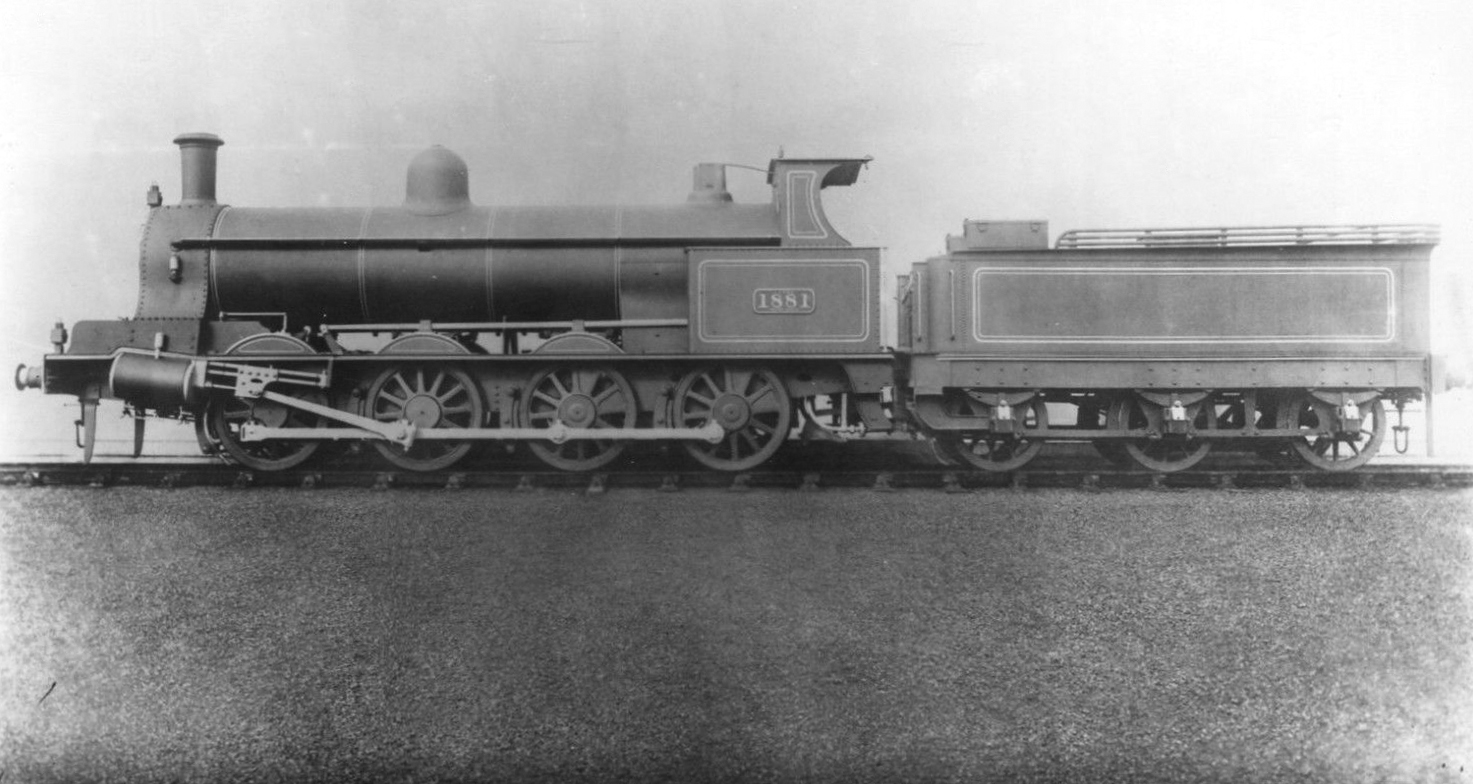
Photographie de constructeur de la 1881.

La seconde génération de locomotives compound développées par Webb emploie un arrangement plus classique avec deux cylindres basse pression disposés au centre et deux haute pression, toujours plus petits, à l'extérieur avec un total de quatre distributions différentes. 170 locomotives la classe B assemblées entre 1901 et 1904 se distinguent par leurs quatre cylindres : deux cylindres à haute pression de 15 pouces (381 mm) de diamètre, aux dimensions inchangées, et deux cylindres à basse pression de 20 pouces ½ (521 mm) au lieu d'un seul plus large). La classe B dispose d'une chaudière élargie à 4 pieds 5 pouces (1 350 mm) dont la pression passe à 200 psi (1,4 MPa) au lieu de 175.
Par rapport aux locomotives de la classe A, elles se reconnaissent aisément au plus grand porte à faux à l'avant avec une prolongation du support de chaudière pour abriter les deux cylindres BP, donnant à l'avant l'aspect d'un piano.
Comme les autres 040 du LNWR depuis 1892, elles possèdent une sablière accolée au garde-boue du premier essieu et une à l'avant du tender, utilisée lors des parcours à reculons. Afin d'augmenter l'adhérence, les classe B et ont par la suite reçu une sablière additionnelle sur le second garde-boue ; ce détail permet de distinguer les classe B et leurs dérivés des modèles dérivés de la classe A et se retrouve aussi sur les 040 neuves assemblées par la suite.
Un total de 170 locomotives classe B sont réalisées entre les mois d'août 1901 et 1904 auxquelles se rajoute le prototype à simple expansion 2524 reconstruit en décembre 1906, la taille identique des deux cylindres intérieurs ayant rendu possible cette transformation.

### Évolutions
En créant une version modifiée du châssis de la classe B, supportant trois roues motrices agrandies et un bogie, l'ingénieur Webb donne naissance aux premières ten wheel du LNWR, la classe 1400, dont la chaudière et les cylindres sont directement repris sur la classe B. Trente de ces locomotives pour services mixtes, convenant tant aux trains de voyageurs lourds qu'à ceux de marchandises rapides, ont été construites en 1903-1905. Rendues superflues par l'arrivée de ten-wheel plus modernes dues aux successeurs de Webb, elles disparaissent entre 1913 et 1921, étant cannibalisées pour fournir des pièces de rechange aux classe B ou de la ferraille pour l'effort de guerre.
Les locomotives compound du LNWR avaient connu une série de difficultés opérationnelles, après le départ à la retraite de Francis Webb son successeur George Whale (en) reviendra à la simple expansion, solution alors plébiscitée par tous les chemins de fer du Royaume-Uni, et entreprend de transformer les locomotives de disposition 040 en commençant par la classe A dont 15 sont converties aux spécifications de la locomotive prototype à simple expansion en remplaçant les cylindres mais en conservant la chaudière d'origine. Les locomotives classe C qui en résultent ne seront pas une réussite car les nouveaux cylindres agissant une seule fois sur la vapeur étaient trop grands pour la quantité de vapeur que pouvait générer la chaudière. Les ingénieurs du LNWR créeront donc deux autres modèles réalisés par transformation des classe A restantes de 1906 à 1912 : la classe C1 aux cylindres plus petits et la classe D dotée d'une nouvelle chaudière plus puissante.
Pour les locomotives de la classe B, Whale choisit d'abord de conserver l'arrangement compound mais d'ajouter un bissel (essieu porteur avant) susceptible d'augmenter la vitesse en corrigeant le problème des masses non-équilibrées et du porte-à-faux tellement important qu'il n'a même pas fallu allonger le châssis pour supporter cet essieu additionnel. Devenant des consolidation (disposition d'essieux 140) de la classe E, 26 machines sont converties en 1904-1906 avant que George Whale ne décide d'utiliser pour les dix conversions suivantes le type de chaudière plus grand qui avait déjà fait ses preuves sur la classe D donnant naissance à la classe F, un second modèle de disposition 140.
Ces deux transformations n'ayant eu qu'un succès discutable, George Whale décide de réaliser une conversion semblable à celle des anciennes classe A : les cylindres extérieurs et leurs tuyaux de livrance sont démontés et les deux cylindres basse pression sont conservés tels quels tandis que la est remplacée par le nouveau modèle de 5 pieds 2 pouces (1 570 mm) dont la pression est ramenée à 160 psi en raison du diamètre de cylindres plus important. Les 32 locomotives transformées de la sorte entre 1906 et 1917 donneront naissance à la classe G, qui sera complétée par 60 constructions neuves en 1910 ; les ex-classe B se distinguent par leur porte-à-faux leur donnant le surnom « piano front », le carénage des têtes de piston rappelant le cylindre d'un piano droit,.
Charles Bowen Cooke (en) qui a succédé à George Whale en 1909 met au point une version à surchauffeur de la classe G, la classe G1, qui deviendra le modèle le plus nombreux de la compagnie à avoir la disposition d'essieux 040. En plus des constructions neuves, de très nombreuses locomotives des modèles plus anciens seront converties, dont 91 des locomotives restantes de la classe B, converties à partir de 1917. À la création du London, Midland and Scottish Railway en 1923, résultant de la fusion LNWR, du Midland et de plusieurs autres compagnies, le programme de transformation en G1 se poursuit, concernant non seulement les locomotives de la classe B mais aussi la majorité des classes E et F ainsi que toutes les G. Par souci d'uniformité, l'avant du châssis d'une partie des locomotives originellement construites comme classe B aurait été remanié lors de la conversion en G1, supprimant le porte à faux et le couvercle de « piano ». D'autres exemplaires dont la 9090, transformée en G puis en G1 arboraient encore cette disposition dans les années 1930. À partir de 1923, des 040 de tous types provenant du LNWR reçoivent des chaudières à foyer Belpaire ; le nombre de locomotives ainsi équipées augmentera avec le temps mais des chaudières à foyer rond ont parfois été réimplantées avant-guerre sur des G1 à foyer Belpaire.

### Fin de carrière
La numérotation donnée par le LNWR était discontinue et réemployait des matricules d'anciennes locomotives radiées. Le LMS renumérote après 1923 les locomotives encore en état d'origine entre 8900 et 8952 selon la date de mise en service. 1927, il ne reste plus que 10 locomotives de la classe B en configuration compound, elles ne sont pas transformées et disparaissent en 1928.

À l'inverse, les locomotives de la classe G1 sont toutes maintenues en service par le LMS jusqu'en 1947, certaines étant transformées en G2A, plus puissantes. Celles à l'état de G1 disparaissent en 1955 tandis que les G2A, comprenant d'anciennes classe B, disparaissent vers 1962. Aucun exemplaire n'est préservé.

Locomotives classe G2A issues d'anciennes classe B
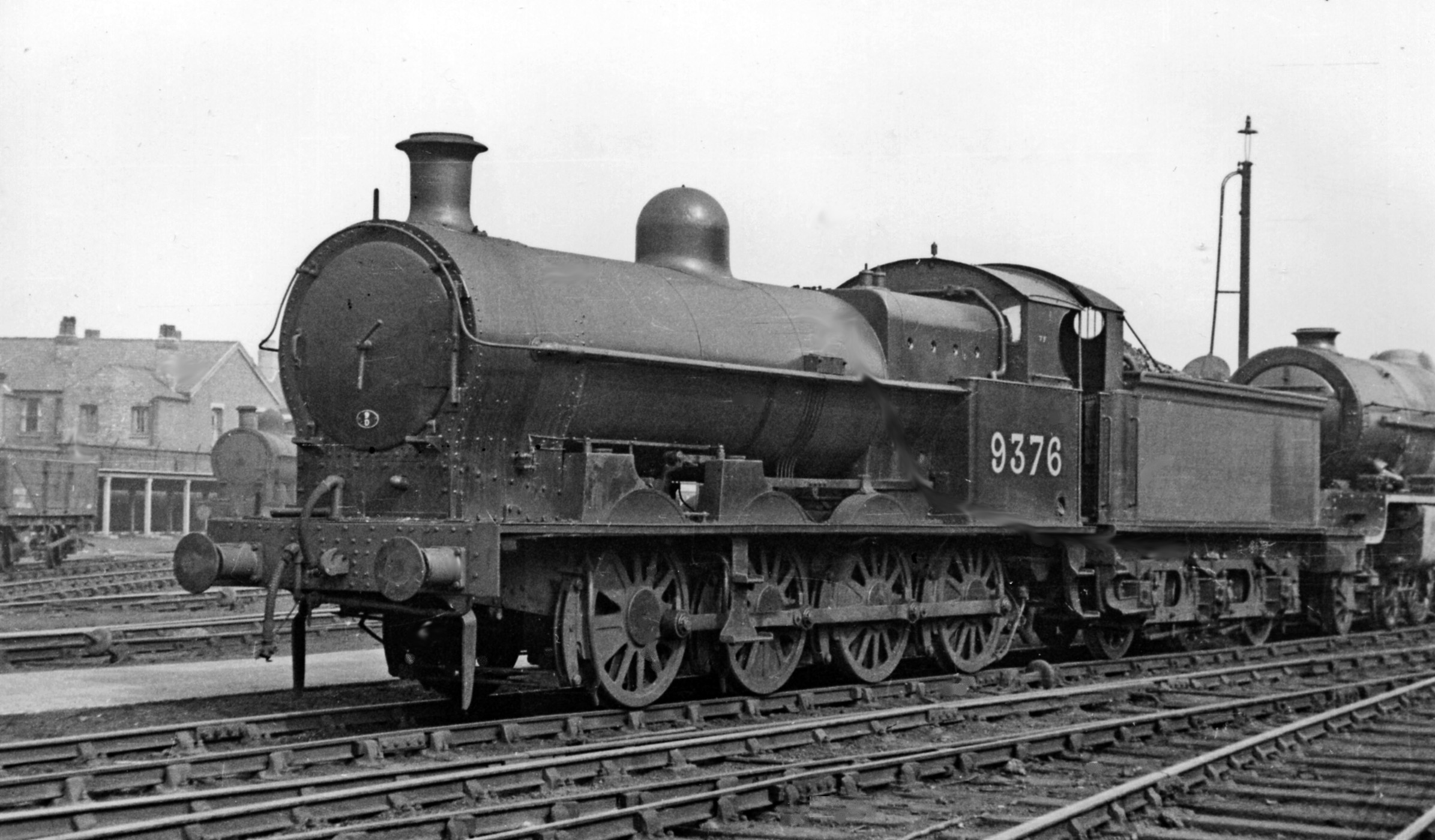
La 9376, originellement construite en 1903, portant encore son numéro LMS en 1948.
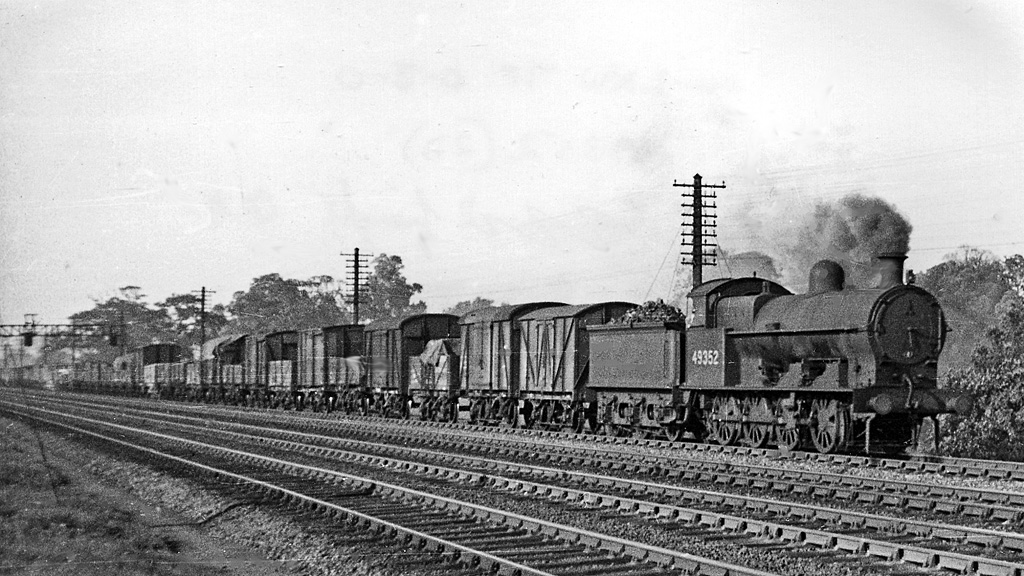
La 49352 construite en 1902 sur la ligne de la côte Ouest en 1948.